# Lissonota monosticta
Lissonota monosticta är en stekelart som beskrevs av Joseph Kriechbaumer 1900. Lissonota monosticta ingår i släktet Lissonota och familjen brokparasitsteklar. Inga underarter finns listade i Catalogue of Life.